# Ferrocarril de La Robla
El ferrocarril de La Robla es una línea férrea española de vía estrecha con una longitud de 335 km, considerado el trazado de vía estrecha más largo de Europa Occidental, que originalmente enlazaba La Robla (León) y Bilbao (Vizcaya).
Su tramo principal, entre La Robla y Valmaseda, fue inaugurado el 11 de agosto de 1894. Su objetivo principal era acercar la importante producción carbonífera de las cuencas mineras leonesa y palentina a su consumo en la poderosa industria siderúrgica de Vizcaya. El proyecto fue promovido y realizado por el ingeniero guipuzcoano Mariano Zuaznávar, financiado por los industriales Enrique Aresti y Victoriano Zabalinchaurreta.
La constructora y operadora fue la Sociedad del Ferrocarril Hullero de La Robla a Valmaseda, que a partir de 1905 pasó a denominarse Ferrocarriles de La Robla. En 1972 la sociedad entró en quiebra y la empresa pública FEVE se hizo cargo de la línea. Bajo su gestión la situación no solo no mejoró, sino que sus resultados empeoraron extraordinariamente. En 1991 cesó su utilización para el tráfico de pasajeros —restringido solo al de mercancías—, pero, gracias a distintos convenios con la Administración pública, en 2003 se reanudaron distintos servicios entre León y Bilbao. Desde el 1 de enero de 2013, la infraestructura es gestionada por Adif, mientras que los servicios ferroviarios de pasajeros son prestados por Renfe Cercanías AM y los servicios de mercancías por Renfe Mercancías, ambas divisiones de Renfe Operadora.
Su recorrido atraviesa las provincias de León, Palencia, Cantabria, Burgos y Vizcaya, y debido a su influencia económica y social a lo largo de más de un siglo es considerado uno de los ferrocarriles más emblemáticos de España.

## Historia

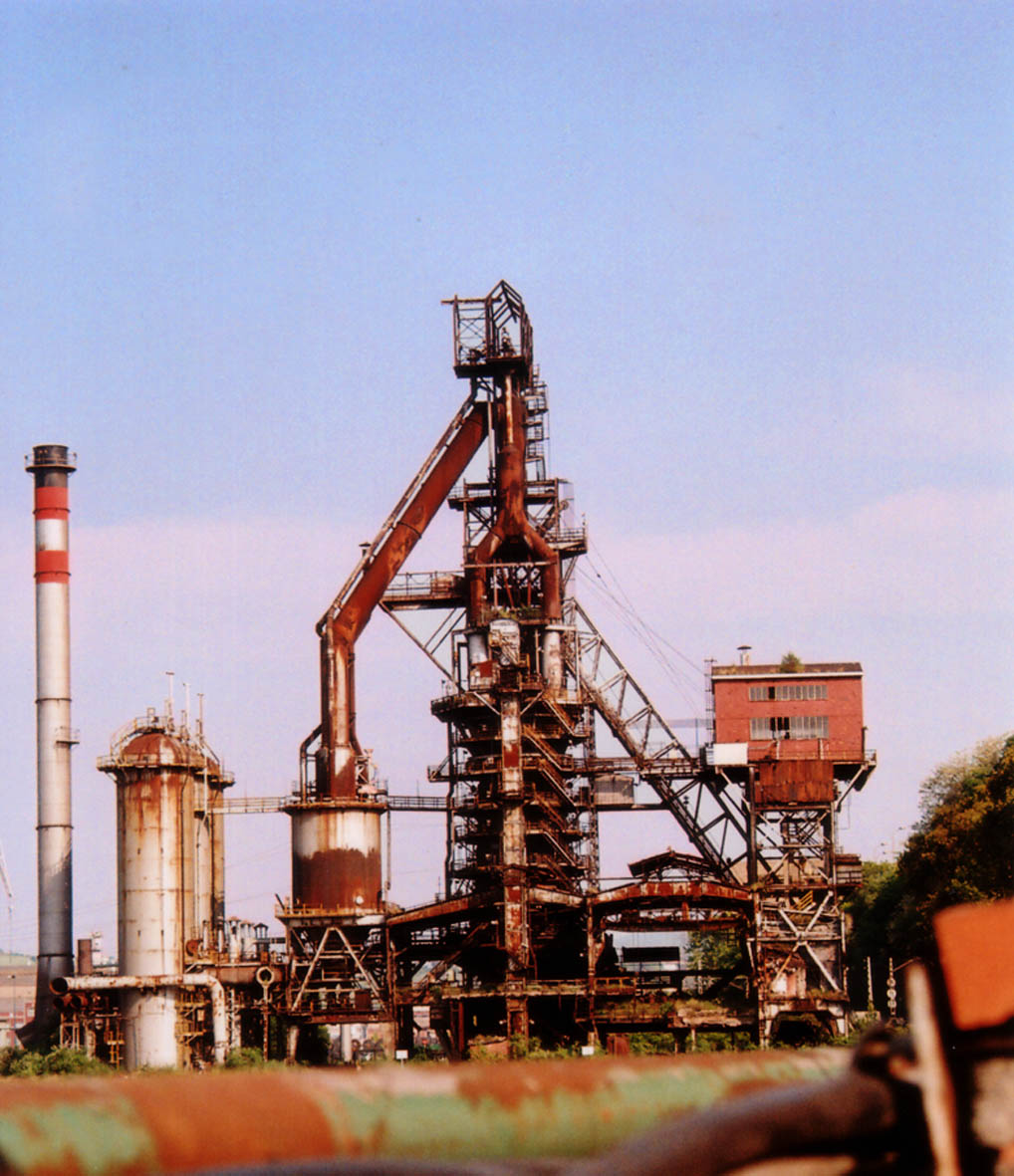
La demanda de carbón de la importante industria siderúrgica vizcaína propició la construcción del ferrocarril de La Robla. En la imagen, las antiguas instalaciones de Altos Hornos de Vizcaya.

### Origen
El origen del proyecto del ferrocarril de La Robla hay que buscarlo en la gran importancia adquirida por la industria metalúrgica en el País Vasco a finales del siglo XIX (desde 1902, Altos Hornos de Vizcaya), y su considerable repercusión en el desarrollo industrial del norte español. El principal problema de esta industria fue el alto coste que representaba el transporte del carbón necesario para la elaboración del coque utilizado para alimentar los hornos de fundición puesto que es la única gran siderúrgica a nivel mundial que no se sitúa en una cuenca carbonífera dado que las necesidades de combustible, en este caso carbón, se estiman entre 3 y 5 veces su peso en mineral de hierro. Este hecho provocaba que la importancia porcentual del combustible en el coste de producción del lingote de hierro en Vizcaya doblase e incluso triplicase lo que representaba en otras zonas siderúrgicas como Pittsburgh, Loire o Westfalia. El combustible fósil llegaba a los puertos vizcaínos por vía marítima, procedente de Asturias e Inglaterra en los mismos barcos que exportaban el mineral de hierro. Este hecho limitaba enormemente el desarrollo de la siderurgia condicionando la importación de carbón a precios competitivos a la exportación de hierro.
La brusca subida del carbón inglés entre 1889 y 1890 dio lugar a que el poderoso capital siderúrgico vasco buscase alternativas en las cuencas carboníferas leonesa y palentina. Fue entonces cuando surgió la necesidad de un medio de transporte eficaz y económico que uniera las emergentes acerías vascas con las aisladas cuencas mineras. El elegido fue el ferrocarril, que tras la Revolución industrial se había convertido en el transporte terrestre más ventajoso.

### Proyecto
Los proyectos para resolver este problema de comunicaciones fueron varios durante el final del siglo XIX. Tras el estudio de posibles variantes, el proyecto definitivo, obra del prestigioso ingeniero de minas guipuzcoano Mariano Zuaznávar, fue presentado en las Cortes el 26 de noviembre de 1889. Zuaznávar (1841-1916), con gran experiencia en explotaciones mineras, convenció al empresariado bilbaíno (Ustara, Gandarias, Ampuero, López de Lerena, Echevarría, Epalza, etc.) del interés económico de invertir en el proyecto.

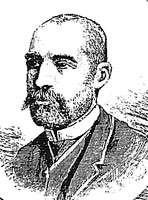
Un grabado de la época de Mariano Zuaznávar, auténtico promotor y ejecutor del proyecto del ferrocarril de La Robla.

Aunque en un principio se estudiaron dos variantes (una de ellas en ancho ibérico), al final se optó por realizar el trayecto en vía estrecha para abaratar costes, pues suponía un ahorro de un 60 % respecto al ancho normal. El presupuesto inicial fue de 16 millones de pesetas. Se emitieron 8 millones de pesetas en acciones y 8 millones pesetas en obligaciones amortizables al 6 %.
En enero de 1890, el Congreso y el Senado concedieron oficialmente a Zuaznávar la gestión de la línea férrea y la autorización legal para emprender las obras de:

...construcción y explotación de una línea férrea que, partiendo de La Robla, en la línea de Asturias, Galicia y León, termine en Valmaseda, así como la construcción de nuevos ramales y prolongación de la línea caso de que se estimase conveniente.

El contrato de ejecución de las obras fue firmado el 17 de abril de 1890 con los contratistas José María de Yriondo y Juan José Cobeaga, y el 28 de abril, Enrique Aresti y Torres y Victoriano Zabalinchaurreta crearon, junto a otros doce inversores la Sociedad del Ferrocarril Hullero de La Robla a Valmaseda, S.A. (que a partir de 1905 pasó a denominarse Ferrocarriles de La Robla, S.A.), con la intención de tender una línea de vía estrecha para transportar el carbón de las cuencas mineras leonesas y palentinas hasta Bilbao, para satisfacer la demanda de este mineral de la potente industria siderúrgica vizcaína. Su presidente era Cirilo María de Ustara y Zuaznávar el director general. El protagonismo de los inversores vascos y la coincidencia de propietarios de las explotaciones mineras y la ferroviaria originó que el proyecto al principio se convirtiera en un monopolio, lo que no fue del agrado de muchos. De esta forma, La Robla fue uno de los primeros ferrocarriles de España construido con capital español.

### Construcción

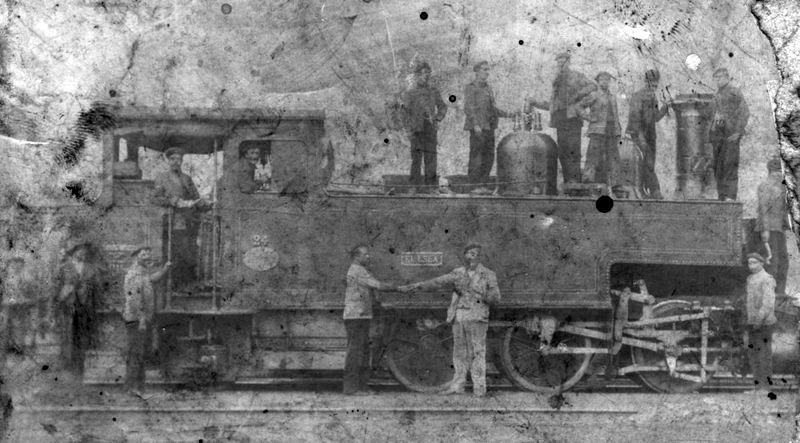
La locomotora 031-T n.º 24, "El Esla", en las inmediaciones de Cistierna, fotografiada en 1900.

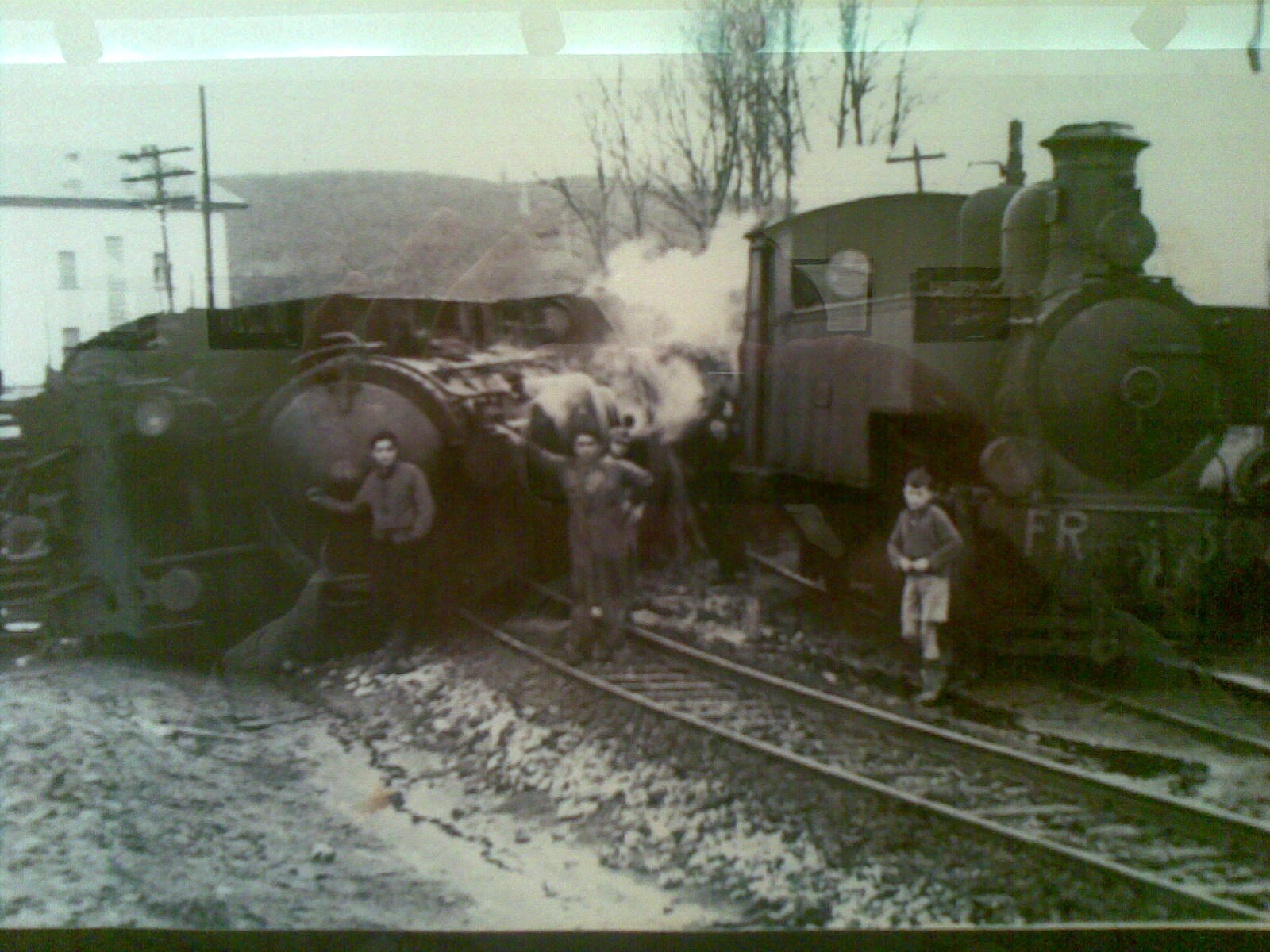
Una locomotora descarrilada en las inmediaciones de la estación de Guardo, en una imagen de los años 1940.

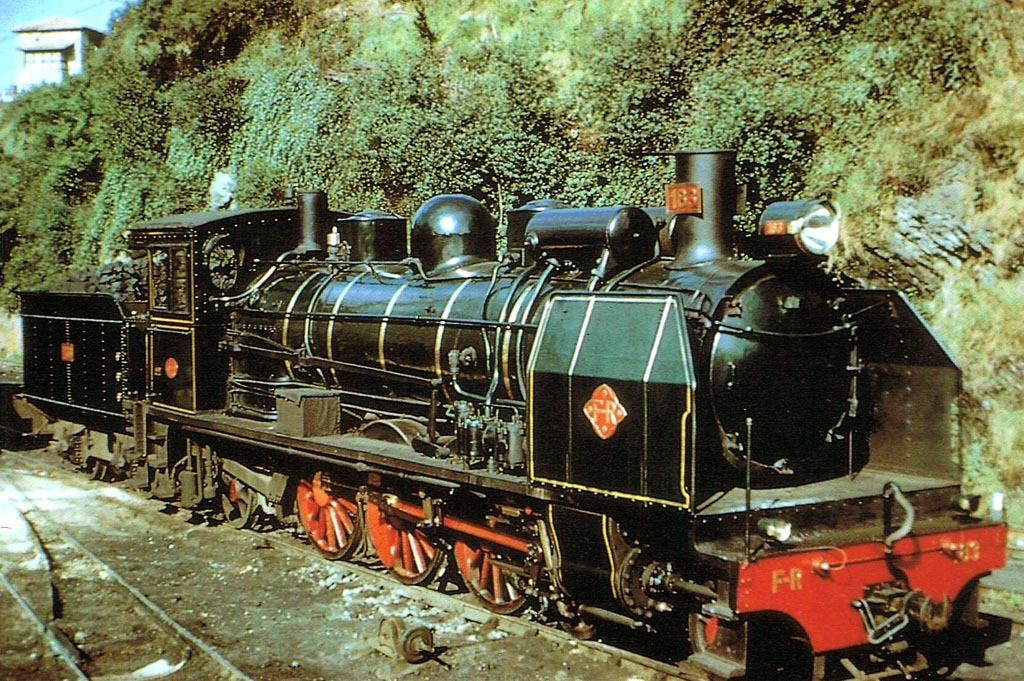
Una locomotora tunecina del ferrocarril de La Robla, en la estación de Valmaseda, en los años 1960.

Durante todo el año 1890 se llevaron a cabo los trabajos de medición y estudios del terreno, corriendo a cargo de José Manuel Oraá Aizquibel el diseño del trazado definitivo, en el que también tuvo una importante colaboración Ignacio de Rotaeche, que fue director general de la compañía entre 1918 y 1922. Para su construcción, se encargaron 13 000 toneladas de carriles a Altos Hornos y Fábricas de Hierro y Aceros de Bilbao. Las obras fueron llevadas a cabo con gran rapidez. El 6 de octubre de 1892 —en apenas dos años— fue inaugurado el primer tramo, entre Valmaseda y Espinosa de los Monteros, de 45 km y salvando uno de los mayores desniveles del trayecto. El tramo principal de la línea (Valmaseda–La Robla) quedó inaugurado en 1894, apenas cuatro años después del inicio de las obras.
Gastos
La infraestructura principal —terrenos, explanaciones, túneles y puentes— costó unos 10.000.000 de pesetas. La supraestructura —edificios, vías, talleres y mobiliario— algo más de 7.000.000, y el material móvil —locomotoras, coches y vagones— unos 2.000.000, por lo que el coste del ferrocarril rondó los 20.000.000 de pesetas.
Inauguración
La ceremonia de inauguración fue llevada a cabo el 11 de agosto de 1894 en un punto intermedio del tendido, la estación de Los Carabeos, en Cantabria, a donde llegaron un convoy procedente de cada extremo del trayecto, y donde se dieron cita las autoridades civiles, militares y religiosas de las provincias afectadas. El 24 de septiembre, se abrió el tráfico en el tendido. El proyecto principal estaba completado, pues el transporte de Valmaseda a Bilbao debía realizarlo el Ferrocarril del Cadagua, con el que la Sociedad del Ferrocarril Hullero había llegado a un acuerdo de colaboración, pero divergencias entre ambas compañías hicieron que La Robla decidiera continuar su tendido hasta la capital vizcaína aunque en un primer momento solo llegó hasta Aranguren. En 1898 se formó el Ferrocarril Santander-Bilbao tras la unión del Ferrocarril del Cadagua y otros ferrocarriles. En 1902 se abrió el tramo Valmaseda-Luchana/Bilbao (haciendo el acceso a Bilbao por el trazado del Ferrocarril Santander-Bilbao). Finalmente en 1911 se finalizó el nuevo tramo entre Aranguren e Iráuregui (al otro lado del río Cadagua) para no compartir las vías con el Santander-Bilbao debido a sus divergencias. En 1923 se culminó el ramal auxiliar León-Matallana, que establecía el servicio directo Bilbao-León. Como recuerdo de su origen carbonero, todavía subsiste en La Robla un importante lavadero de carbón propiedad de Hullera Vasco-Leonesa.
Cronología
Fecha de entrada en servicio de los distintos tramos:
| Fecha                    | Sección              | Longitud (km) |
| ------------------------ | -------------------- | ------------- |
| 6 de octubre de 1892     | Valmaseda-Espinosa   | 45,0          |
| 12 de noviembre de 1892  | La Robla-Boñar       | 31,0          |
| 20 de julio de 1893      | Espinosa-Sotoscueva  | 13,0          |
| 20 de julio de 1893      | Boñar-Cistierna      | 24,0          |
| 14 de septiembre de 1894 | Cistierna-Sotoscueva | 171,0         |
| 1 de diciembre de 1902   | Valmaseda-Luchana    | 29            |
| 31 de mayo de 1923       | León-Matallana       | 29,0          |

### Explotación

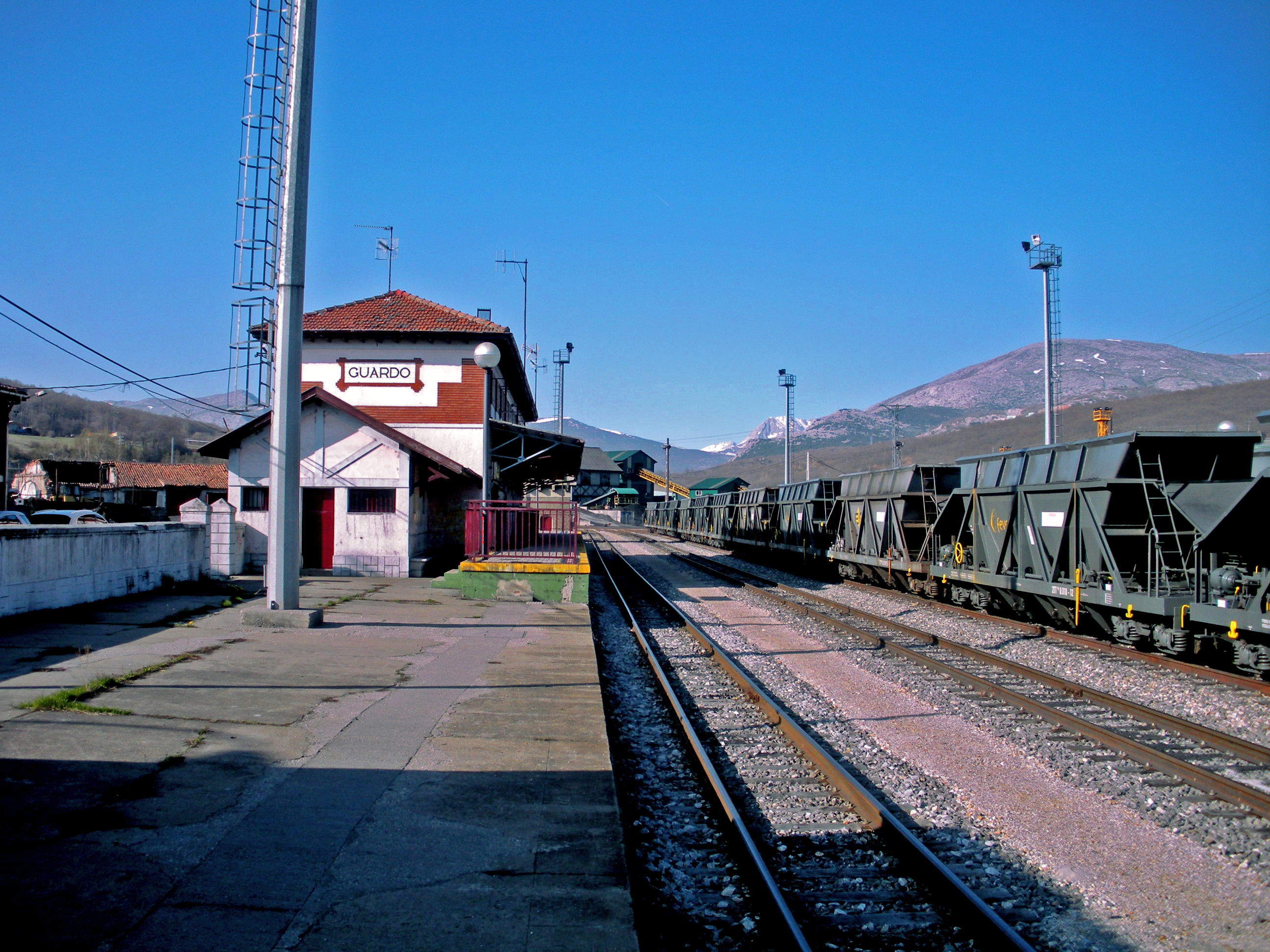
Estación de Guardo, con el carbonero en sus vías.

Las primeras locomotoras (de vapor) que surcaron su tendido fueron 6 del modelo 0-3-1 T (0-6-2 según la Clasificación de Whyte) construidas por la Société Franco-Belge de La Croyère, y bautizadas con los nombres de "León", "Palencia", "Guipúzcoa", "Burgos", "Vizcaya" y "Santander". Su parque de locomotoras principal, primero de vapor y luego diésel, fue ubicado en Valmaseda, con talleres en La Robla y Mataporquera.
El hullero, como fue conocido coloquialmente, revitalizó la economía de las cuencas mineras del norte de León y Palencia. Localidades como Cistierna y Guardo se convirtieron en importantes polos industriales, y su desarrollo alcanzó los máximos niveles de la historia moderna. Además, la confluencia del trayecto con estaciones de ancho ibérico en La Robla y Mataporquera facilitó la cooperación en el tráfico entre ambos anchos de vía.
El transporte de carbón realizado por el hullero en sus primeros años de funcionamiento fue el siguiente:
| Año       | 1895   | 1897   | 1899    | 1901    | 1903    | 1905    | 1907    | 1909    | 1911    | 1913    |
| --------- | ------ | ------ | ------- | ------- | ------- | ------- | ------- | ------- | ------- | ------- |
| Toneladas | 17.378 | 48.906 | 107.413 | 163.381 | 135.811 | 128.694 | 189.248 | 140.556 | 163.552 | 223.629 |

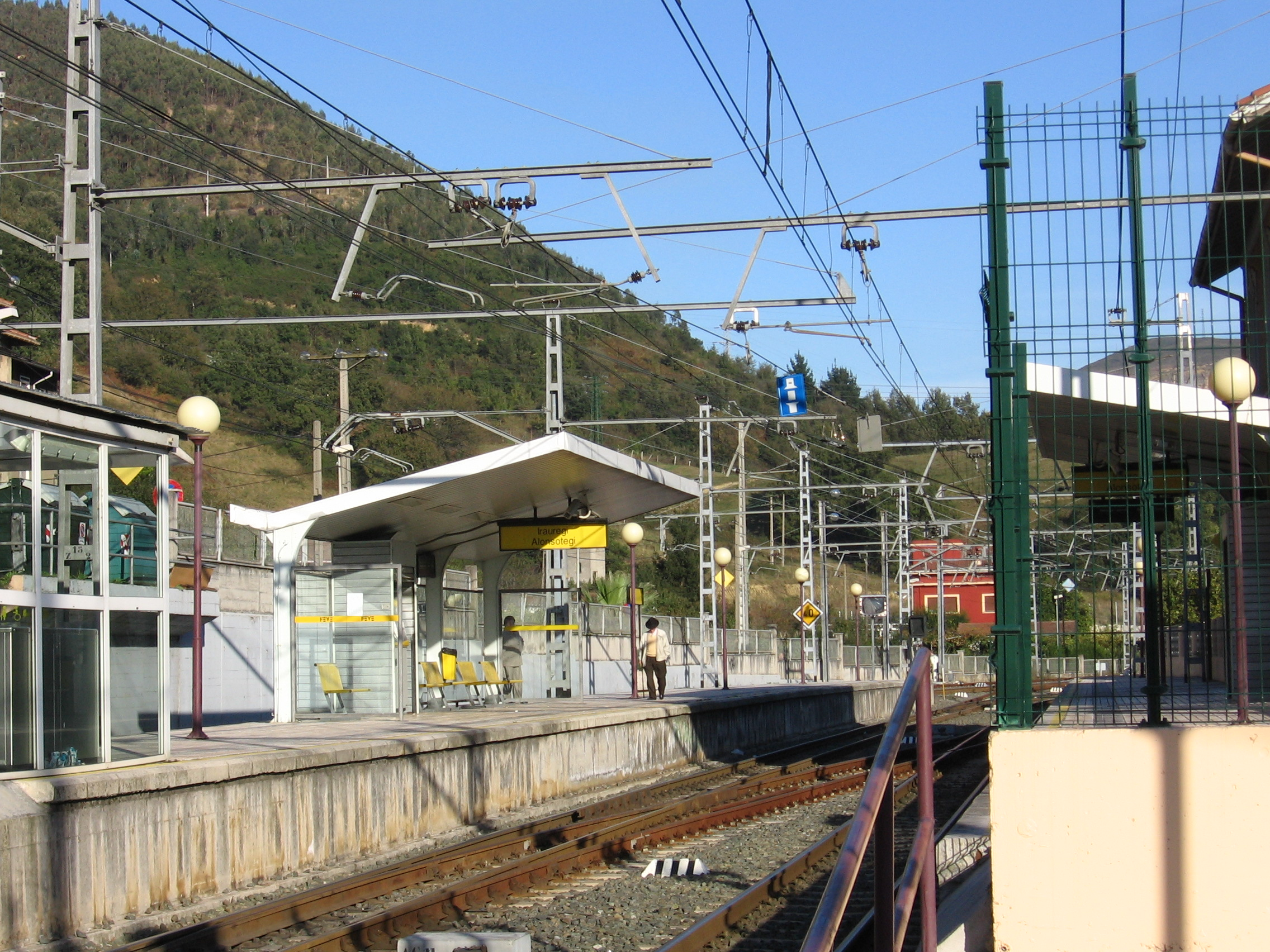
La estación de FEVE de Alonsótegui (Iráuregui).

Los primeros años fueron difíciles, pues como se aprecia en la tabla, la demanda fue reducida (hasta 1912 no se alcanzaron las 200.000 T transportadas), y la empresa se mantuvo en una situación muy delicada entre 1896 y 1905. En mayo de ese año la sociedad cambió su denominación por Ferrocarriles de La Robla, S. A., y Mariano Zuaznávar renunció a todos sus derechos como fundador de la compañía. La demanda creció a partir de 1910, y se desarrollaron importantes focos mineros en zonas como Sabero y Matallana, en la provincia de León, donde se constituyeron nuevas e importantes sociedades mineras. En algunas zonas, se triplicó la producción. El crecimiento demográfico en las zonas reseñadas fue elevadísimo. En 1916 la empresa logró el mejor resultado económico de su historia, con 4.117.269,94 pesetas de ingresos. Además, en 1918, alcanzó el medio millón de toneladas transportadas.
La guerra civil española (1936-1939) supuso un importante estancamiento en la historia del ferrocarril, pues las cuencas mineras permanecieron paralizadas, el tren fue utilizado con objetivos militares por ambos bandos y se produjeron importantes destrozos en las infraestructuras. El servicio de viajeros se reanudó el 27 de agosto de 1937, tras un año de paralización.
A partir de la década de 1930 el ferrocarril de La Robla tuvo una conexión con el ferrocarril Santander-Mediterráneo, de ancho ibérico, a través de la estación de Cidad-Dosante. A través de dicha estación, de carácter terminal e inaugurada en 1930, se podían realizar transbordos, pues los trenes de La Robla circulaban en paralelo.
En 1949, la construcción del Embalse del Ebro obligó a construir una variante, eliminando así la mayor recta del trazado, que alcanzaba más de 6 km.

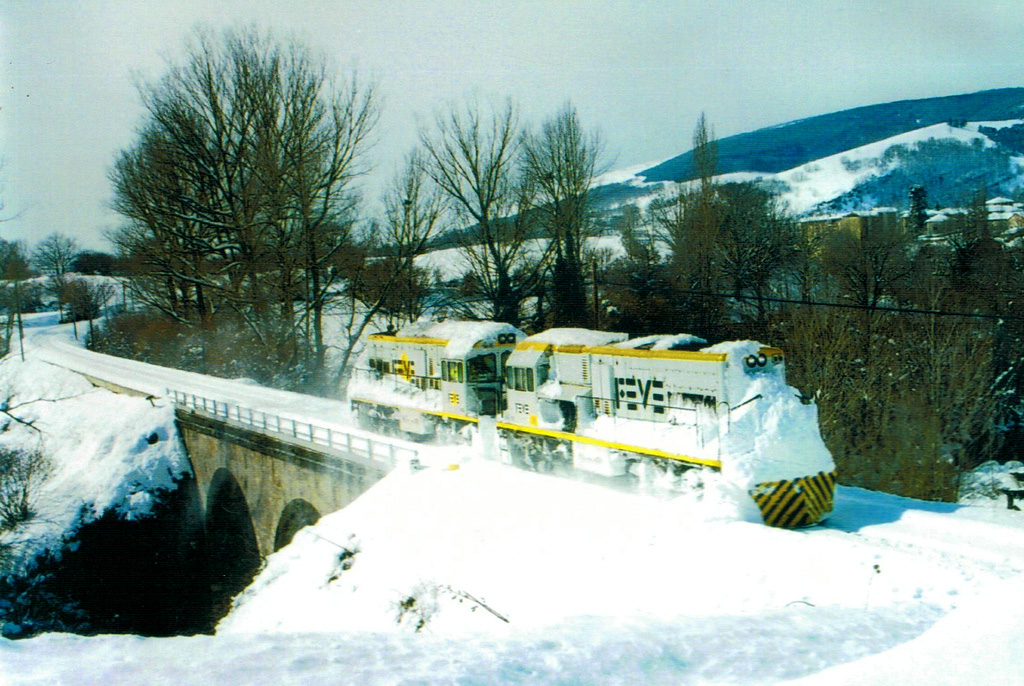
Dos GECO 1500 de FEVE cruzando el río Trueba en Espinosa de los Monteros.

En 1958, el ferrocarril alcanzó su récord de carbón transportado, con 908.464 toneladas, aunque este dato solo fue el punto de inicio de su declive definitivo. Ese año se aprueba la adquisición de sus primeras locomotoras diésel: 7 modelos Alshtom Serie 1000.
En 1964 se aprobó el Plan Decenal de Modernización, que tenía el objetivo de que el ferrocarril fuese rentable económicamente. La empresa adquirió entonces 10 locomotoras diésel GECo, que llamó Serie 1500, a General Electric, y sustituyó definitivamente la tracción de vapor. La sociedad de La Robla no pudo hacer frente a este plan y entró en pérdidas a partir de 1968. Como causas fundamentales de su quiebra se han apuntado el aumento de los gastos de personal, el deterioro de la infraestructura fija y móvil, la creciente competencia del transporte por carretera y la crisis del carbón de finales de los años 1950. La empresa pública FEVE se hizo cargo de la explotación de la línea en 1972.
A partir de 1980, FEVE acometió un proceso de modernización de su material motor y remolcado, incorporando locomotoras 1600 y 1650, automotores 2400, coches de viajeros 5300, vagones tolvas 2TT, plataformas 2SS y cerrados 2JJ.
Decadencia e inviabilidad

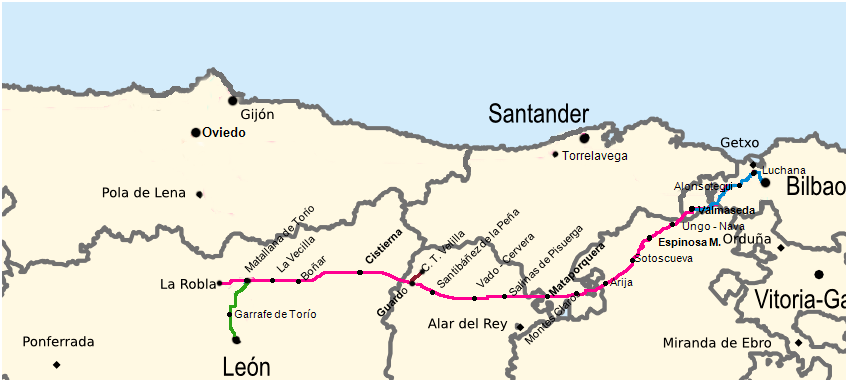
Mapa del recorrido del ferrocarril de La Robla:
Fucsia: Trazado principal, inaugurado en 1894.
Azul: Ramal Valmaseda - Bilbao/Luchana, inaugurado en 1902.
Verde: Ramal León - Matallana de Torío, inaugurado en 1923.
Granate: Ramal Guardo - Central térmica de Velilla, inaugurado en 1984.

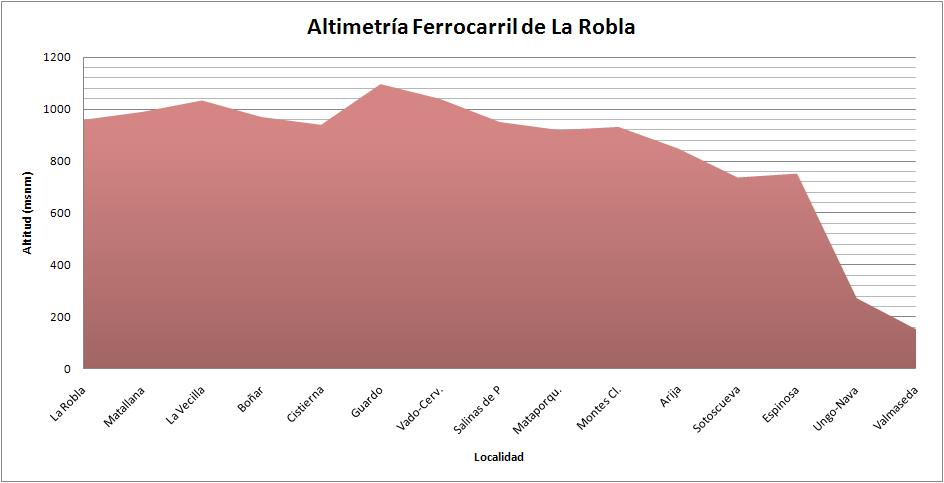
Perfil altimétrico del trayecto del ferrocarril, desde La Robla hasta Valmaseda. Se pueden apreciar los importantes desniveles que salva, desde las cuencas mineras hasta prácticamente el nivel del mar, que alcanza en Bilbao.

Desde 1983, la línea se vio favorecida al ser utilizada también por el tren turístico Transcantábrico, un servicio de lujo que fue el primer tren-hotel turístico de España. Se añadió además un ramal a la altura de Guardo que enlazaba con la central térmica de Velilla para el suministro de carbón de la misma.
Pero el rendimiento siguió descendiendo, y en 1990 la línea alcanzó un déficit de explotación de 387 millones de pesetas, además de que el tráfico de mercancías también había descendido enormemente. Por todo ello, en diciembre de 1991, el Ministerio de Obras Públicas y Urbanismo decretó el cese del servicio de viajeros entre Guardo y Valmaseda, aduciendo motivos de seguridad, por lo que la sección central de la línea quedaba prácticamente abandonada. En esa época, tardaba 12 horas en cubrir el recorrido entre León y Bilbao.
La medida fue muy impopular en las zonas afectadas por el cese de la línea, y tanto los ayuntamientos como distintas asociaciones y coordinadoras emprendieron acciones para conseguir la restauración de la línea, logrando en 1993 un acuerdo con el Ministerio de Obras Públicas, Transportes y Medio Ambiente, la Junta de Castilla y León, FEVE y los sindicatos que invalidó el decreto anterior, y lo sustituyó por un plan de reapertura paulatina. Así, en noviembre de 1993 fue reabierto el tramo Matallana-Cistierna, y en 1995 el Cistierna-Guardo.
Reapertura
El 19 de marzo de 2003, tras un convenio entre FEVE y la Junta de Castilla y León, se reanudó el recorrido entre León y Bilbao como servicio de pasajeros de trenes regionales (línea R-4), mientras que los tramos La Robla–Matallana e Iráuregui–Luchana se mantuvieron utilizándose exclusivamente para el transporte de mercancías. La duración del viaje se redujo a 7 horas y media. En este acuerdo también intervino el Ministerio de Fomento, y supuso la inversión de 64 millones de euros para la mejora de los trazados y la modernización del parque móvil. A este servicio regional popularmente se le conoce como Correo de la Robla. Asimismo, también se reanudó su uso por parte del Transcantábrico, llevándose a cabo una importante inversión para la modernización y mantenimiento de la línea.
En 2006 la estación de FEVE de La Robla sufrió un incendio, y su cubierta quedó destruida. En 2007 fue reconstruida y acomodada como albergue de peregrinos para la Ruta de San Salvador del Camino de Santiago, una vertiente de la ruta jacobea que une León con Oviedo. También en 2006, y gracias a un convenio con la Diputación de León, se construyeron nuevos apeaderos en la ciudad de León (San Mamés y Universidad) y en Cerezal de la Guzpeña.
Su servicio de mercancías recibió un notable impulso a partir de febrero de 2008, cuando, a través de un acuerdo entre FEVE y Renfe, esta última asumió el transporte de carbón de importación por ancho ibérico desde el puerto de El Musel, en Gijón, hasta la estación de La Robla, desde donde, tras un trasbordo, es enviado por vía estrecha a la central térmica de Iberdrola en Velilla del Río Carrión. Este acuerdo supuso el inicio de un transporte diario de un convoy de 600 toneladas a la instalación palentina.
En febrero de 2009, Ángel Villalba, nuevo presidente de la compañía, presentó el Expreso de La Robla, un tren turístico similar al Transcantábrico que, a partir de septiembre, comenzó a realizar el recorrido León-Bilbao con secciones para docencia, reuniones y estudio, y otra para alojamiento de estudiantes, con el objetivo de visitar los atractivos turísticos y culturales del recorrido con una finalidad didáctica.
Desde el 1 de enero de 2013, la infraestructura es gestionada por Adif, mientras que los servicios ferroviarios de pasajeros son prestados por Renfe Cercanías AM y los servicios de mercancías por Renfe Mercancías, ambas divisiones de Renfe Operadora.

## Transporte

### Transporte de mercancías
El carbonero

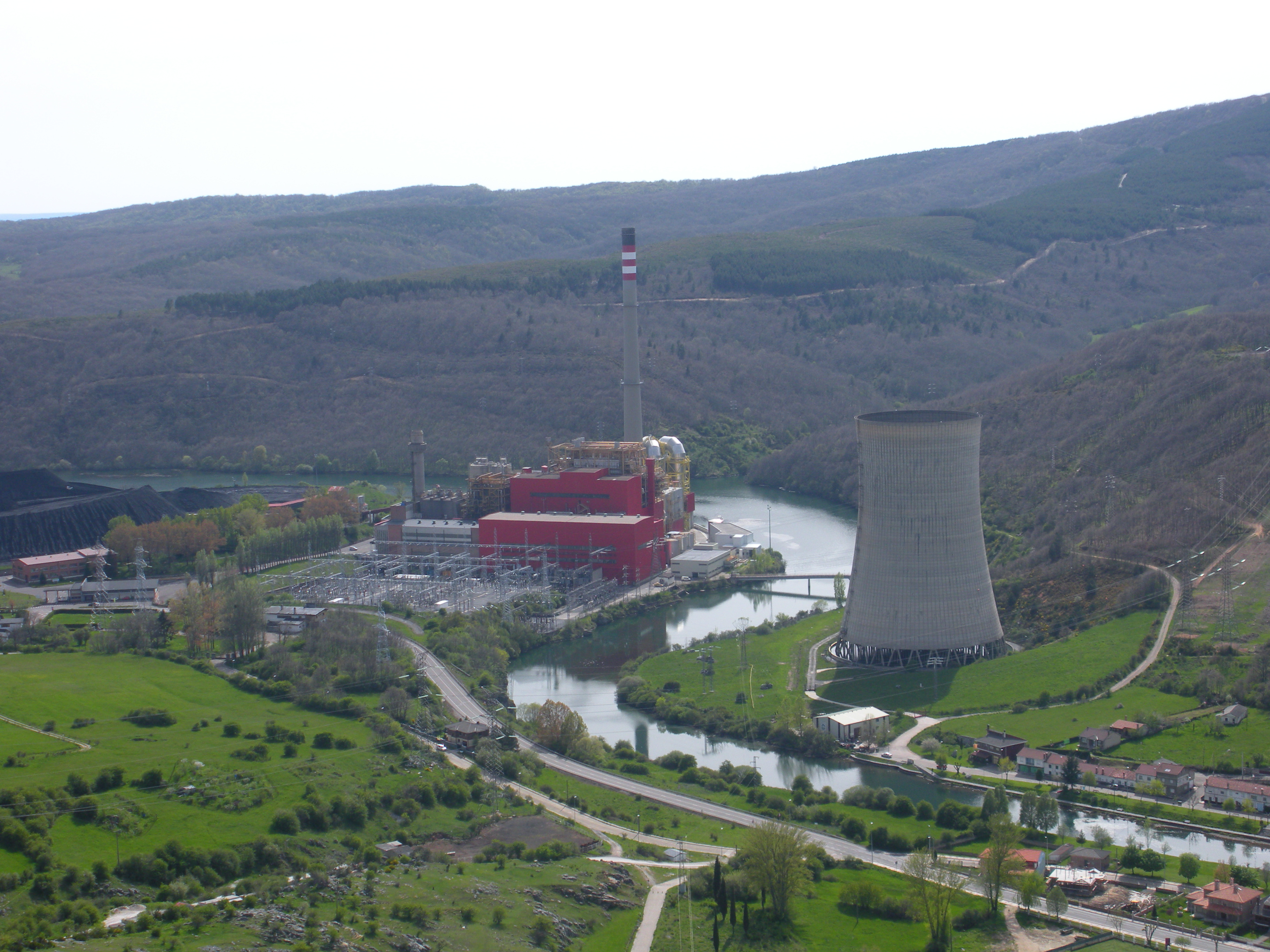
Vista de la central térmica de Velilla, adonde llega desde Guardo un ramal directo de 2,5 km del Ferrocarril de La Robla para el suministro de carbón a sus dos grupos.

A pesar de que la finalidad primitiva de la línea fue el transporte masivo de carbón desde las cuencas leonesa y palentina a la industria siderúrgica vizcaína, las necesidades del mercado cambiaron esta tendencia. Como se ha explicado anteriormente, este tránsito fue en aumento hasta alcanzar su techo, con 908 464 t, en 1958. Para 1966, el transporte de hulla desciende en un 30 %, y esta tendencia ya será imparable. La búsqueda de alternativas más rentables para la alimentación de los altos hornos, la Reconversión industrial y el desmantelamiento de gran parte de ellos, y el declive de la minería propiciaron la desaparición de este transporte. El mantenimiento del traslado de carbón se mantuvo con el transporte a la central térmica de Velilla del Río Carrión de convoyes con carbón de importación procedente de los puertos de Santander y Gijón, lo que llevó a FEVE a la construcción de un ramal de 2,5 km desde Guardo que introduce el mineral directamente en la instalación, propiedad de Iberdrola.
El arenero
También ha tenido gran importancia el transporte de arena silícea procedente de las canteras de Arija, el llamado arenero. La extracción de arena silícea en esta localidad burgalesa se viene realizando durante todo el siglo XX, primero en las antiguas canteras de Cristalería Española y posteriormente en el propio embalse del Ebro. Esta explotación, actualmente propiedad de la empresa SIBELCO, constituye, con 800 000 t/año, la sexta parte de la producción nacional.
Para su transporte, la línea dispone de un cargadero junto al embalse y los lavaderos de arena. Los puntos a los que FEVE transporta arena silícea son Ariz y Luchana, en Vizcaya, y Gama en Cantabria.
Otros
A lo largo de su historia, la línea ha servido también para el abastecimiento y distribución en menor medida de otras empresas, algunas ya desaparecidas, como la cementera y la térmica de La Robla, la planta azucarera de Boñar, la cementera de Mataporquera, la cristalera de Arija, la térmica de Valmaseda y la Papelera de Aranguren.

### Transporte de pasajeros

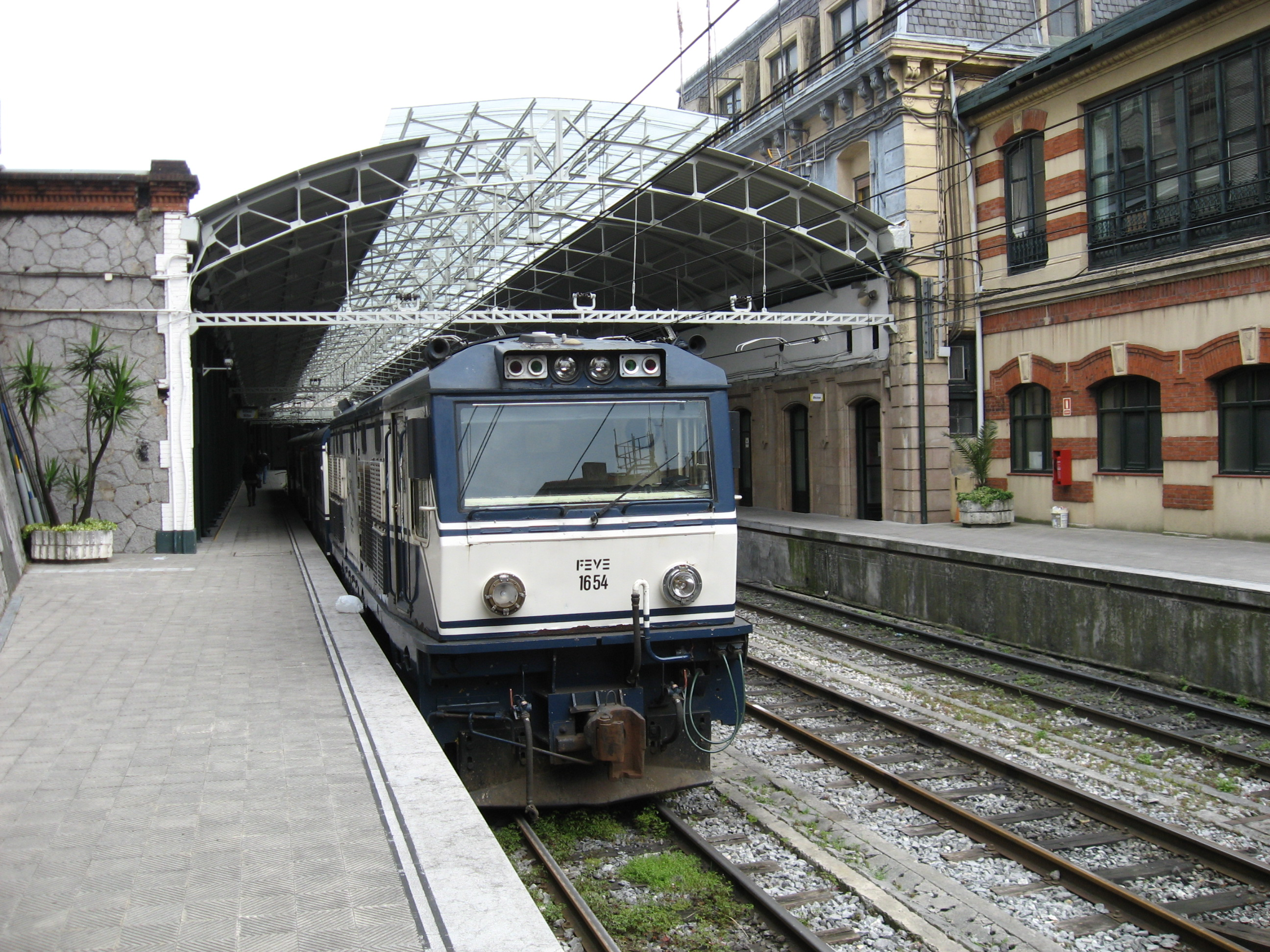
El Bilbao-León en la estación de Bilbao-Concordia, con los colores antiguos de FEVE y tirado por una 1600.

Su influencia social también fue muy importante, fue el medio de transporte habitual de los emigrantes de las zonas rurales que se trasladaron a la industrializada ciudad de Bilbao, así como, en sentido inverso, del turismo estacional vizcaíno con destino a la comarca burgalesa de Las Merindades.
A diferencia de otros ferrocarriles mineros, el tráfico de viajeros en el tren de La Robla fue muy importante, al tratarse de un tren cuyo tráfico de mercancías prácticamente se desarrollaba solo en un sentido. Su utilización alcanzó su techo en 1948, cuando alcanzó la cifra de 1.450.984 pasajeros. Su paulatino descenso se acentuó desde los años 1980 hasta su clausura en 1991. A pesar de su reapertura, la transferencia en la gestión de los ferrocarriles de vía estrecha a las comunidades autónomas y su progresiva utilización como servicio de cercanías en las áreas de influencia de León y Bilbao crearon nuevos temores sobre su futuro.
Este problema se ha intentado paliar en parte con la puesta en marcha de trenes turísticos, como el Expreso de La Robla, que añadido al Transcantábrico, garantiza una utilización turística y didáctica de la línea como servicio de pasajeros.

## Material motor
Al carecer de catenaria, la línea de La Robla ha utilizado dos tipos de tracción a lo largo de su historia: de vapor y diésel.

### Locomotoras de vapor
Desde su inauguración en 1894, la lista de locomotoras de vapor con que ha funcionado el ferrocarril es la siguiente:
| Tipo      | N.° y nombre | Fabricante                           | N.° de fábrica                     | Año            | Notas                                                                                               |
| --------- | --- | ------------------------------------ | ---------------------------------- | -------------- | --------------------------------------------------------------------------------------------------- |
| 031 T     | 1 "León" 2 "Palencia" | Franco-Belge, La Croyère             | 795-796                            | 1891           | |
| 031 T     | 3 "Guipúzcoa" 4 "Burgos" | Franco-Belge, La Croyère             | 797-798                            | 1892           | La 3 vendida a Hulleras de Sabero y Anexas S.A., Vega Mediana, en 1966                              |
| 031 T     | 5 "Vizcaya" 6 "Santander" | Franco-Belge, La Croyère             | 799-800                            | 1892           | 5 reformada en talleres de Valmaseda en 1912. 6 reformada en 032 T en talleres de Valmaseda en 1920 |
| 131 T     | 11 "Matallana" 12 "Sabero" 13 "Valderrueda" 14 "Guardo" 15 "Cervera" | Sharp-Stewart, Mánchester            | 4016-4020                          | 1894           | |
| 131 T     | 16 "A. de Gandarias" 17 "Alfredo Ustara" 18 "C. de Vildosola" 19 "Pedro Ortiz Arana" 20 "Juan C. Calvo"                                                                 | Linke-Hofmann, Breslau               | 2774-2778                          | 1923           | La 19 reconstruida por Babcock & Wilcox en 1947                                                     |
| 031 T     | 21 "El Bernesga" 22 "El Torío" 23 "El Porma" | John Cockerill, Seraing              | 1664-1666                          | 1892           | .                                                                                                   |
| 031 T     | 24 "El Esla" | John Cockerill, Seraing              | 1667                               | 1892           | Reconstruida por talleres de Valmaseda en 1907                                                      |
| 031 T     | 25 "El Cea" 26 "El Carrión" | John Cockerill, Seraing              | 1668-1669                          | 1892           | Reconstruidas por talleres de Valmaseda en 1917                                                     |
| 031 T     | 27 "El Pisuerga" 28 "El Ebro" | John Cockerill, Seraing              | 1670-1671                          | 1892           | La 28 reconstruida por talleres de Valmaseda en 1916                                                |
| 031 T     | 29 "El Nela" | John Cockerill, Seraing              | 1672                               | 1892           | Reconstruida en 040 T por talleres de Valmaseda en 1931                                             |
| 031 T     | 30 "El Engaña" 31 "El Trueba" 32 "El Cadagua" | John Cockerill, Seraing              | 1673-1675                          | 1892           | Reconstruidas por talleres de Valmaseda de 1917 a 1919                                              |
| 140       | 41 "Mena" 42 "Montija" 43 "Sotoscueva" 44 "Valdeporres" 45 "Campoo" 46 "Valdeolea"                                                                                      | Baldwin Locomotive Works, Filadelfia | 15978-15983                        | 1898           | |
| 140       | 47 "Bilbao" 48 "La Robla" | Baldwin Locomotive Works, Filadelfia | 18451-18452                        | 1900           | |
| 140       | 49 "Zorroza" 50 "Montes Claros" 51 "Cistierna" 52 "Prado" 53 "Valmaseda" 54 "La Ercina"                                                                                 | Baldwin Locomotive Works, Filadelfia | 18472-18477                        | 1900           | |
| 140       | 55 "Luis de Salazar" 56 "Zabalainchaureta" | Baldwin Locomotive Works, Filadelfia | 45349-45350                        | 1917           | |
| 141 T     | 60 "C. Ma. de Ustara" | ALCO, Cooke                          | 57890                              | 1917           | |
| 042 T     | 71 "E. de la Gandara" 72 "Casilda de Iturrrizar" | Krauss, Marsfeld                     | 7809-7810                          | 1921           | Engerth. La 72 reconstruida por Babcock & Wilcox en 1950                                            |
| 131+131 T | 80 "Venancio de Echevarría" 81 "José J. de Ampuero" | Hanomag                              | 10646-10647                        | 1929           | Garratt. La 81 reconstruida por Babcock & Wilcox en 1942                                            |
| 131+131 T | 82 "Enrique de Borda" 83 "José Mª de Basterra-Ortiz" | Babcock & Wilcox                     | 421-422                            | 1931           | Garratt.                                                                                            |
| 141 T     | 90 "Pablo Callam" 91 "José Escudero" 92 "Víctor Tapia" | Skoda                                | 491-493                            | 1928           | Adquiridas a Companhia Mineiro do Lena, Portugal, n.º 10 a 12, en 1941                              |
| 141 T     | 93 "Joaquín Eulate" | Babcock & Wilcox                     | 620                                | 1953           | |
| 140       | 102 "Ceferino de Urien" 104 "José de Aresti" 105 "Guillermo Baraudiaran" 106 "Manuel Oraa" 109 "José Ignacio Ustara" 110 "José María San Martín" 111 "Victoriano Garay" | SLM, Winterthur                      | 1583 1587 1707 1708 1813 1814 1815 | 1904 1906 1907 | 1949 ex RhB 1950 ex RhB 1951 ex RhB 1952 ex RhB 1920 ex RhB                                         |

### Locomotoras diésel
A partir de 1955 comenzaron a llegar a España las locomotoras diésel Union Française BB44, o BB500, después llamadas Serie 1000 por FEVE, fabricadas por Alsthom, que fueron las primeras en comenzar a sustituir la tracción de vapor, que tardaría 15 años en completarse. Estos son los modelos utilizados hasta la fecha por La Robla:
| Modelo     | Imagen | N.° de serie        | Fabricante                                      | Año       | Notas |
| ---------- | ------ | ------------------- | ----------------------------------------------- | --------- | --- |
| Serie 1000 |        | 1021-1063           | Alsthom, Levallois-Perret                       | 1955      | Adquiridas por la Sociedad Ferrocarriles de La Robla, S. A. y asignadas a FEVE, que las redistribuye, en 1972. Algunas transformadas en Serie 1900.                                              |
| Serie 1300 |        | 1318-1325           | SECN, Sestao                                    | 1966      | Adquiridas por la Sociedad Ferrocarriles de La Robla, S. A. y asignadas a FEVE, que las redistribuye, en 1972. La 1322 permanece expuesta en Cistierna. Vehículo de maniobras.                   |
| Serie 1500 |        | 1501-1510 1511-1515 | General Electric, Erie Babcock & Wilcox, Sestao | 1964 1974 | Conocidas como GECo. Adquiridas por la Sociedad Ferrocarriles de La Robla, S. A. y asignadas a FEVE en 1972. Adquiridas por FEVE al Ferrocarril del Tajuña en 2000. La 1514 vendida a Argentina. |
| Serie 1600 |        | 1651-1660           | M.T.M., Barcelona                               | 1981      | Bajo licencia Alsthom. |
| Serie 1900 |        | 1901-1917           | FEVE, El Berrón CAF-Sunsundegui, Alsasua        | 2002      | Reconstruidas a partir de las Serie 1000. |

NOTA: En negrita, modelos que continúan en activo, a 31-05-09.

### Automotores
Tras la reapertura de la línea en 2003 y la importancia que comenzó a adquirir el tráfico de cercanías en la línea, FEVE introdujo el uso de automotores diésel para servicios de corto recorrido, más numerosos pero con menor ocupación que los convencionales.
| Modelo     | Imagen | N.° de serie | Fabricante               | Año  | Notas                                                                                             |
| ---------- | ------ | ------------ | ------------------------ | ---- | ------------------------------------------------------------------------------------------------- |
| Serie 2400 |        | 2401-2479    | MTM, Barcelona           | 1983 | Adquiridos por FEVE para otras líneas. Varios vendidos a Costa Rica.                              |
| Serie 2600 |        | 2601-2624    | CAF-Sunsundegui, Alsasua | 1994 | Fabricados a partir de la reconstrucción de unidades de la serie 2300.                            |
| Serie 2700 |        | 2701-        | CAF-Sunsundegui, Alsasua | 2009 | Modelo de nueva construcción. 23 unidades encargadas, comenzó su incorporación en agosto de 2009. |
| Serie 2900 |        | 2901-        | CAF-Sunsundegui, Alsasua | 2009 | Modelo de nueva construcción. Derivado del 2700.                                                  |

NOTA: En negrita, modelos que continúan en activo, a 23-02-2011.

## Trazado

### Dificultades geográficas
La extensión de la zona que atraviesa el ferrocarril de La Robla y su complicada orografía hace que en algunos puntos se haya tenido que actuar sobre el terreno para garantizar su estabilidad (Ver perfil altimétrico anexo). Algunos de los puntos más destacados son los siguientes:
- El puerto del Cabrio (750 m s. n. m.), acceso natural hacia el Valle de Mena, donde comienza un progresivo descenso desde Espinosa de los Monteros (Burgos) hasta el nivel del mar en el barrio de Luchana en Baracaldo (Vizcaya).[19] (43°05′30″N 3°26′08″O / 43.09167, -3.43556)
- El puente sobre el Embalse del Ebro que, en las proximidades de Arija, cruza durante 150 m uno de los brazos del pantano.(42°59′16″N 3°57′12″O / 42.98778, -3.95333)
- Son numerosas las trincheras excavadas en las montañas para facilitar el paso del ferrocarril, como la trinchera de los Navarros, entre Mataporquera y Los Carabeos, en Cantabria.
- También son célebres los puentes de hierro destinados solo al uso del ferrocarril, como los existentes en Matallana sobre el río Torío (42°50′26″N 5°31′25″O / 42.84056, -5.52361) o en Guardo sobre el Carrión (42°47′18″N 4°50′58″O / 42.78833, -4.84944).
- El trazado es perpendicular a las cuencas de ríos como Torío, Esla, Cea, Carrión, Ebro, Engaña o Trueba.[19]

### Trazado original
El trayecto entre las localidades de La Robla y Luchana (Baracaldo) transcurría entre otras por las siguientes localidades, citadas por provincia:

#### Provincia de León
La Robla, Rabanal de Fenar, Matallana de Torío, Robles de la Valcueva, La Valcueva, Aviados, Campohermoso, La Vecilla, Valdepiélago, La Mata de la Riba, Boñar, La Losilla, La Devesa de Boñar, Barrillos de las Arrimadas, La Ercina, Yugueros, Cistierna, Sorriba, Valle de las Casas, La Llama de la Guzpeña, Prado de la Guzpeña, Puente Almuhey, Valcuende y La Espina.

#### Provincia de Palencia
Guardo, Santibáñez de la Peña, Villaverde de la Peña, Tarilonte de la Peña, Castrejón de la Peña, Vado-Cervera, Salinas de Pisuerga y Cillamayor.

#### Provincia deCantabria
Mataporquera, Los Carabeos, Montes Claros, Las Rozas y Llano.

#### Provincia de Burgos
Arija, Cabañas de Virtus, Soncillo, Robredo de Las Pueblas, Ahedo de las Pueblas, Dosante, Cidad de Valdeporres, Pedrosa de Valdeporres, Sotoscueva, Redondo, Espinosa de los Monteros, Quintana de los Prados, Bercedo, Cadagua, Mercadillo, Ungo Nava, Anzo y El Berrón.

#### Provincia de Vizcaya
Valmaseda, Ibarra, Zalla, Güeñes, Sodupe, La Cuadra, Zaramillo, Iráuregui y finalmente Luchana (hasta 1972, en que FEVE se hizo cargo de la explotación).

### Variaciones realizadas

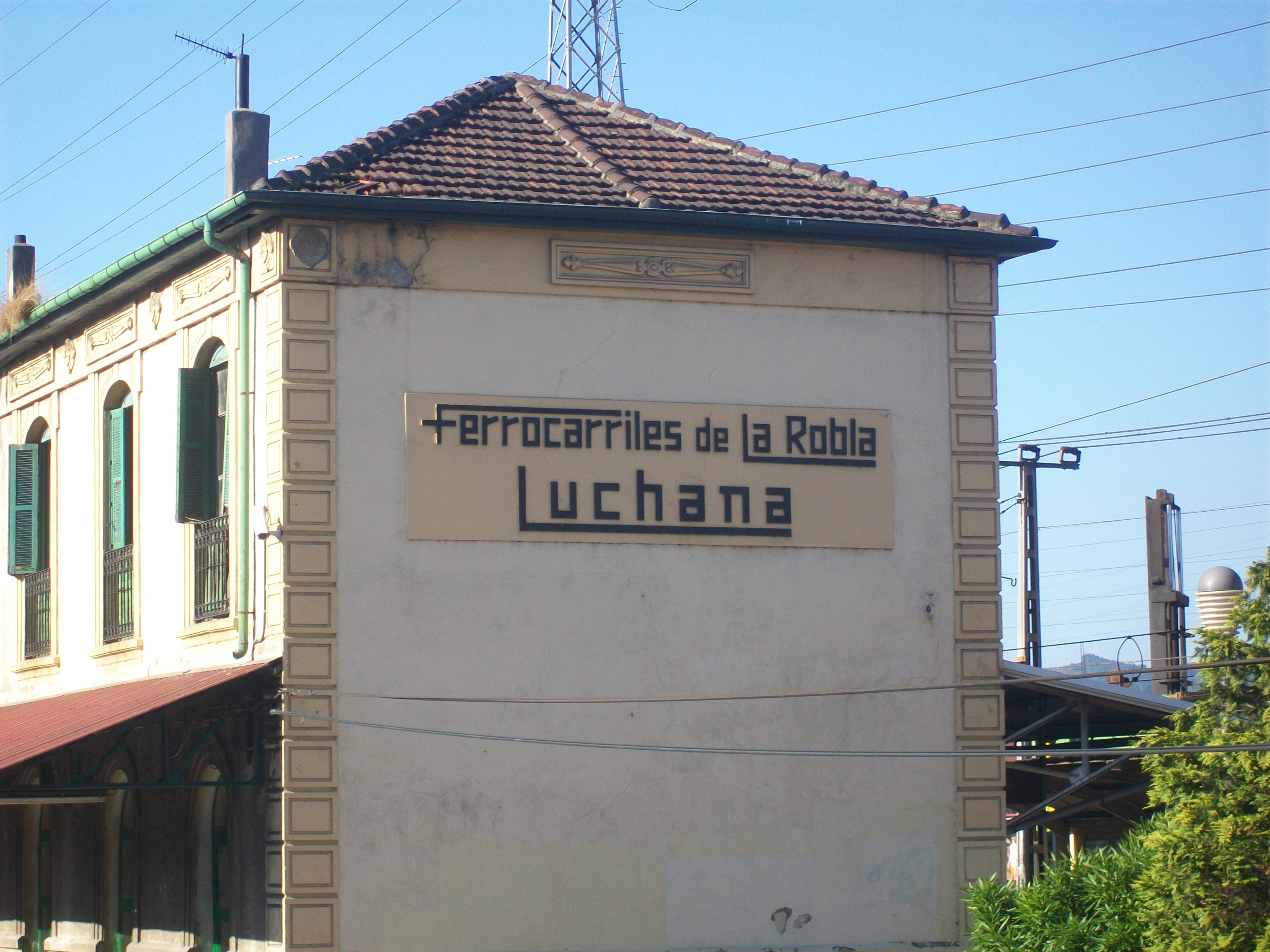
Estación de Luchana con su cartel original. A su derecha se sitúan los andenes de Renfe Cercanías y a la izquierda se situaban los del ferrocarril de La Robla.

- El tramo La Robla-Matallana dejó de utilizarse como servicio de pasajeros, siendo el acceso directo a Matallana desde León a través de Navatejera, Villaquilambre y San Feliz de Torío.
- El tramo Aranguren-Iráuregui fue suprimido en 1911 y se realizó uno nuevo al otro lado del río Cadagua por discrepancias con la Compañía del Ferrocarril Santander-Bilbao. Cuando FEVE asumió la explotación en 1972, decidió prescindir de uno de los dos trazados y, curiosamente, volvió a la fórmula de enlaces de antes de 1911, conservando el tramo de Iráuregui a Luchana y desmantelando el resto.[18]
- El tramo Iráuregui-Luchana también dejó de utilizarse como servicio de pasajeros. La línea actual León–Bilbao prosigue desde Iráuregui hacia el sur, aprovechando el tramo ya construido del Ferrocarril Santander-Bilbao, por unos pequeños apeaderos situados en Bilbao (barrio de Castrejana) y su límite con Baracaldo; y finalmente llegando al centro de Bilbao por las estaciones de Zorroza, Basurto y Amézola con llegada a Bilbao-Concordia (línea R-4). La estación de Luchana es utilizada para las líneas C1 y C2 de Renfe Cercanías Bilbao.

### Proyectos de enlace
El desarrollo transversal del ferrocarril de La Robla hizo que fueran muchos los proyectos que se realizaron para su enlace con otras zonas importantes o líneas ferroviarias. De los siguientes proyectos (algunos incluso con concesiones y leyes específicas aprobadas) ninguno fue llevado a cabo:
- Enlace con el Ferrocarril del Cantábrico (por Riaño y Cangas de Onís).
- Enlace con el Ferrocarril Vasco-Asturiano (por el puerto de San Isidro).
- Prolongación de León a Palanquinos, para enlazar con los Ferrocarriles Secundarios de Castilla.
- Prolongación de Guardo a Palencia.
- Prolongación de Cabañas de Virtus a Santander.
- Prolongación de Las Rozas a Reinosa.
- Prolongación de León a Benavente.
- Ramal a Villarcayo.
- Ramal a Astorga.

## Centro de interpretación
La influencia del ferrocarril en la cultura popular de las localidades que atravesó ha sido grande. Tanto es así, que el 11 de febrero de 2006 se inauguró en Mataporquera el Centro de Interpretación del Ferrocarril de La Robla, en unas instalaciones cedidas por FEVE en el municipio. En su interior se introduce al visitante en el contexto económico y territorial que permitió la construcción del ferrocarril, además de mostrar documentos originales de su gestión y documentos gráficos de su historia. Asimismo se muestra una exposición sobre la dificultad del trazado, su diverso material rodante y la cultura y sucesos acaecidos a su alrededor.

## Servicio actual

### Líneas
El 19 de marzo de 2003, tras un convenio entre FEVE y la Junta de Castilla y León, se reanudó el recorrido entre León y Bilbao como servicio de pasajeros de trenes regionales (línea R-4), además de servicios denominados cercanías. Las líneas en activo son las siguientes:

### Vehículos

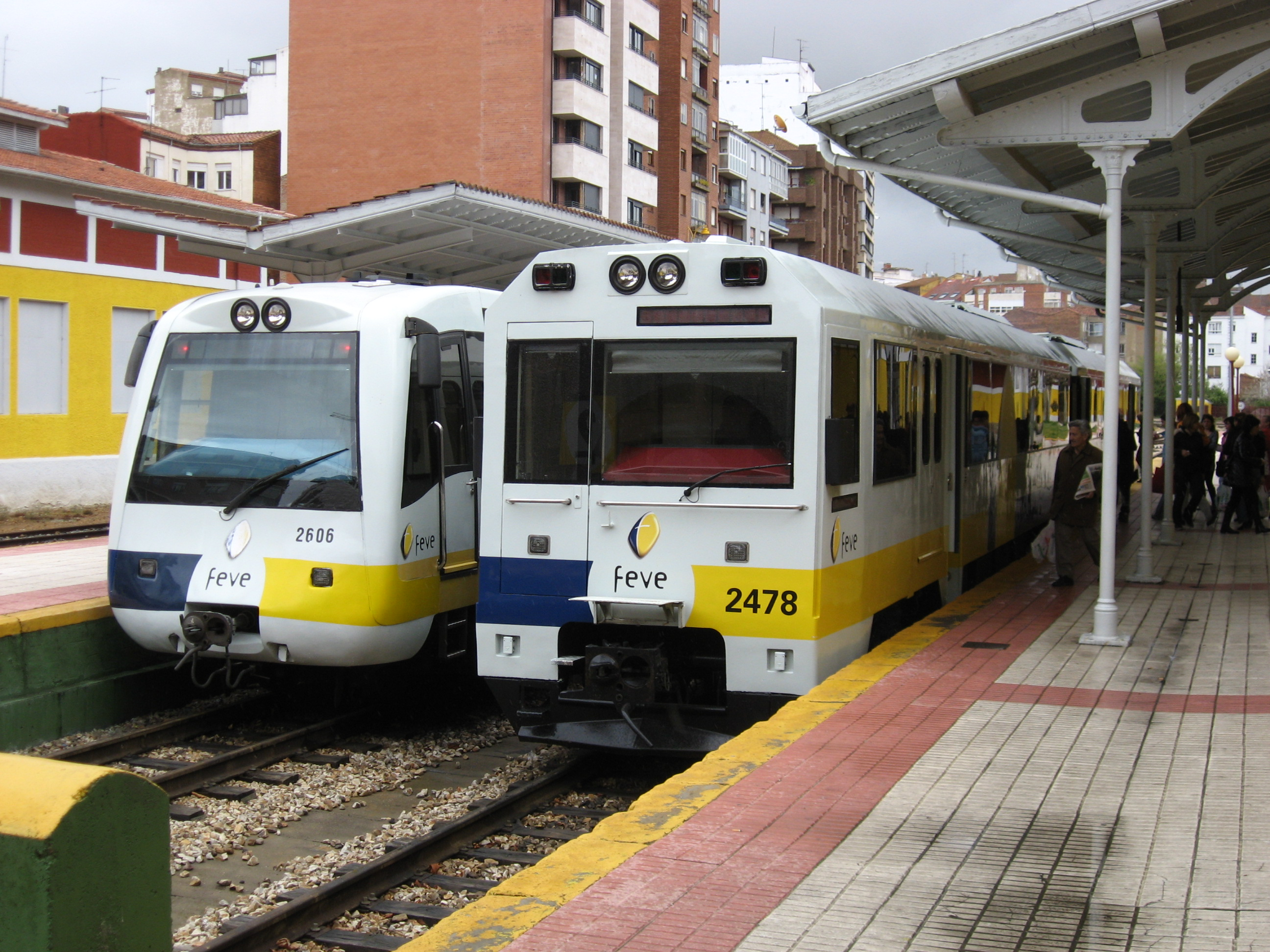
Un automotor 2600 y un 2400, en la estación de ancho métrico de Adif de León.

Los modelos utilizados para el tráfico de pasajeros han sido vehículos automotor diésel de las series 2400 de MTM y 2600 de CAF para cercanías y convoyes tirados por locomotoras Serie 1500 y 1600 para la línea León-Bilbao.
Desde 2009 se utilizan automotores de la Serie 2900 para cercanías y de la Serie 2700 para la línea León-Bilbao, que han ido sustituyendo progresivamente las anteriores unidades.
Desde el verano de 2024 se utilizan automotores Serie 2700 para el recorrido entre Valmaseda y Mataporquera, ya que se emplean unidades eléctricas de la Serie 3600 entre Bilbao y Valmaseda, y Serie 2600 entre Mataporquera y León, que son las mismas utilizadas en la red de Cercanías de León, debiendo los viajeros cambiar de tren en Mataporquera, donde se cruzan los trenes que van en sentido contrario.
El transporte de carbón se realiza a través de mercancías formadas por una doble o triple tracción de locomotoras Serie 1500 y tolvas para el transporte de carbón. También para el transporte de mercancías se han incorporado las modernas Serie 1900.

## Apariciones célebres
- En la película Cuerda de presos, dirigida por Pedro Lazaga en 1955, aparece el «Hullero» cuando los tres personajes principales se quedan absortos ante el paso del tren.[47]
- En Sor Citroën (1967), también de Pedro Lazaga, el padre de la protagonista es jefe de estación en La Robla, y en una de sus escenas da la salida del tren.[48]
- En la película Luna de lobos, de Julio Sánchez Valdés (1987), basada en la novela homónima de Julio Llamazares, y ambientada en los años posteriores a la guerra civil española, el tren también es protagonista de una de sus escenas en los alrededores de Cistierna.

- En A galope tendido, dirigida por Julio Suárez en 2000, que narra la historia de un joven que trabaja de contable de ferrocarril obsesionado con las novelas del Oeste, una buena parte de la acción transcurre en torno al ferrocarril de La Robla. Está protagonizada por Sancho Gracia, Kiti Manver, Ramón Langa, Aitor Merino y Ana Álvarez.[49]

## Gastronomía
La Olla ferroviaria

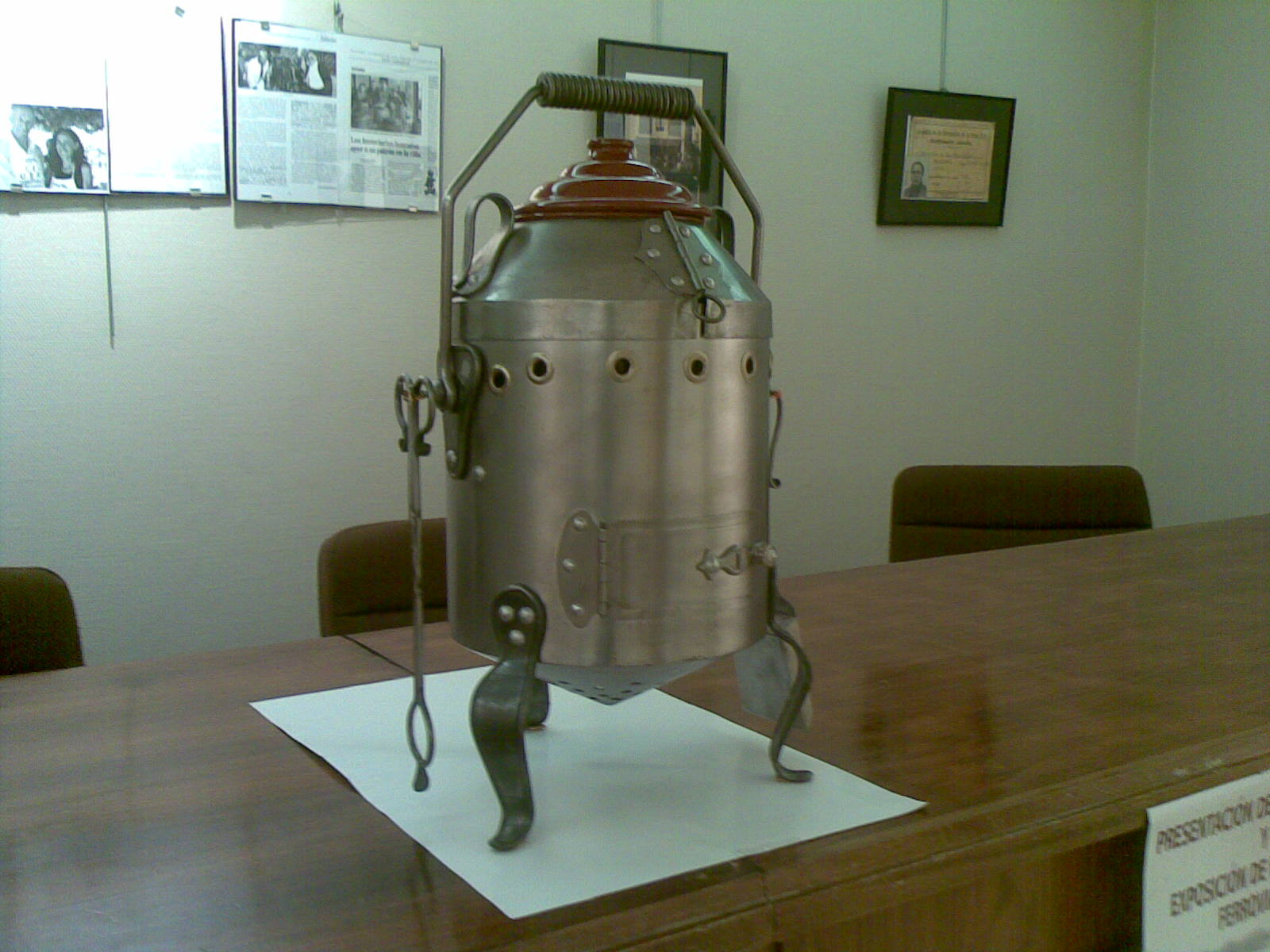
Una olla ferroviaria, con el típico puchero en su interior.

La influencia social del ferrocarril de La Robla ha llegado incluso al apartado culinario, haciendo célebre un plato derivado de las exigencias de los largos viajes y la dura climatología: la Olla ferroviaria. Surgió a raíz del ingenio de los antiguos maquinistas y fogoneros, que idearon un sistema para cocinar utilizando el calor del motor de la locomotora. Se fabricaban en los talleres de Cistierna y Valmaseda, y estaban compuestas por una carcasa o forro de chapa de hojalata, hermética y con un agujero en el fondo para expulsar el vapor de agua, y en cuyo interior se alojaba el puchero.
La composición de la olla varía en función de la zona, puede tratarse de alubias en Cistierna, potaje de garbanzos en Guardo, patatas con carne de ternera en Mataporquera o potaje de alubias en Valmaseda. También el nombre varía según la región donde se cocine, pudiendo ser llamada "Olla ferroviaria", "Puchera ferroviaria" o simplemente "Putxera", y es habitual encontrarla en establecimientos de las localidades de la ruta.

### Multimedia
- Vida y muerte: resurrección de un tren. El hullero cabalga de nuevo. Televisión Española, 2003. Director: Antxon Urrusolo. Duración: 50 min.